# 吕登瀛

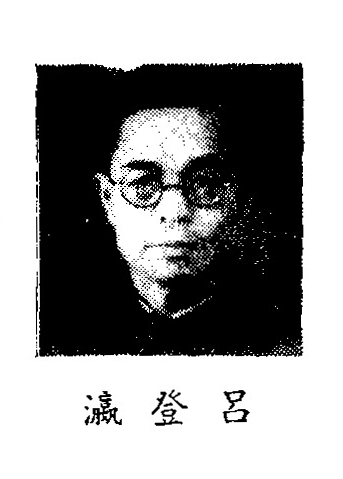

呂登瀛（？—？），湖北荊門人。中华民国军事及政治人物。

## 生平
呂登瀛先后毕业于陸軍軍需學校、日本陸軍經理學校及帝國大學。曾任日本陸軍大學校隊附、國民政府軍事委员會第一被服廠廠長、中央軍需學校教官、制憲國民大會代表。 